# اندرو فرید
اندرو فرید (انگلیسی: Andrew Fried؛ زادهٔ ۱۰ فوریه ۱۹۷۶) تهیه‌کننده فیلم و تهیه‌کننده تلویزیونی اهل ایالات متحده آمریکا است.
از فیلم‌ها یا مجموعه‌های تلویزیونی که وی در آن‌ها نقش داشته است، می‌توان به محو شدن در تاریکی، بریتنی: برای ضبط و شفز تیبل اشاره نمود.